# Bandeira da República Socialista Soviética do Azerbaijão

Bandeira entre 1952–1991

A bandeira da República Socialista Soviética do Azerbaijão foi primeiramente adotada em 1920, sendo uma bandeira vermelha com uma amarela crescente e estrela no canto superior esquerdo.
Do segundo semestre de 1921 a 1922, a RSS do Azerbaijão usou uma bandeira vermelha com os caracteres cirílicos em amarelo ACCP (ASSR). Em 12 de março de 1920, a RSS do Azerbaijão uniu-se com a RSS da Geórgia e a RSS da Armênia, tornando-se a República Socialista Federativa Soviética Transcaucasiana, que novamente se dissolveu nas três repúblicas em 1936.
Em 1937, um foice e martelo dourados foram adicionados no canto superior esquerdo, com os caracteres latim AzSSP abaixo e em fonte serifada no lugar dos caracteres cirílicos. Uma terceira versão foi emitida na década de 1940, e teve AzSSR substituído pela versão cirílica АзССР. A última versão da bandeira foi adotada em 7 de outubro de 1952. Era uma bandeira da União Soviética com uma faixa horizontal azul na quarta parte inferior.

## Linha do tempo das bandeiras da RSS do Azerbaijão

Bandeira em 1920
1920-1921
1921-1922
1922
1922-1924
1924
1924-1925
1929
1937-1940
1940-1952